# 6636 Kintanar
A 6636 Kintanar (ideiglenes jelöléssel 1988 RK8) a Naprendszer kisbolygóövében található aszteroida. Vladimir Shkodrov fedezte fel 1988. szeptember 11-én.